# Hoštice (Zlín)
Hoštice é uma comuna checa localizada na região de Zlín, distrito de Kroměříž.